# Zahari Sirakov
Zahari Sirakov (n. el 8 de octubre de 1977 en Smolyan) es un futbolista búlgaro que juega de lateral derecho en el FC Amkar Perm de la Liga Premier de Rusia. Sirakov se hizo un nombre por sí mismo en Bulgaria cuando jugaba por el Levski Sofia. 
El 24 de septiembre de 1999, marcó un gol en el último minuto contra el Litex Lovech en la Liga Profesional de Bulgaria El partido terminó 1:1 en el marcador tras un derbi caliente, ya que provocó una invasión del campo breve de los aficionados del Levski. Sirakov también fue notable for su deportividad, en una ocasión estrechó la mano al árbitro Atanas Uzunov después de recibir una tarjeta roja en un partido contra el CSKA Sofia. Él ha mantenido su popularidad con los aficionados búlgaros, incluso después de fichar con el Amkar Perm ruso.

## Internacional
Con su selección, Sirakov hizo su debut con Bulgaria contra Polonia el 6 de septiembre de 1998, pero jugó por segunda vez en 2007 durante la clasificación para la Eurocopa del 2008. En agosto del 2010, volvió a jugar con su selección por la lesión de Georgi Sarmov, y el 11 de agosto de 2010, fue suplente en el partido que terminó 0:1 con derrota visitante en un partido amistoso contra Rusia.

## Clubes
| Club              | País     | Año       |
| ----------------- | -------- | --------- |
| Levski Kyustendil | Bulgaria | 1996      |
| Levski Sofia      | Bulgaria | 1997-2001 |
| Spartak Pleven    | Bulgaria | 2001-2002 |
| APOEL FC          | Chipre   | 2002      |
| Lokomotiv Sofia   | Bulgaria | 2003      |
| Rodopa Smolyan    | Bulgaria | 2003      |
| FC Amkar Perm     | Rusia    | 2004-     |

## Palmarés
| Título                       | Club         | País     | Año  |
| ---------------------------- | ------------ | -------- | ---- |
| Copa de Bulgaria             | Levski Sofia | Bulgaria | 1998 |
| Copa de Bulgaria             | Levski Sofia | Bulgaria | 2000 |
| Liga Profesional de Bulgaria | Levski Sofia | Bulgaria | 2000 |
| Liga Profesional de Bulgaria | Levski Sofia | Bulgaria | 2001 |
| Primera División de Chipre   | APOEL FC     | Chipre   | 2002 |
| Supercopa de Chipre          | APOEL FC     | Chipre   | 2002 |